# University of Exeter
University of Exeter (walesiska: Prifysgol Caerwysg) är ett universitet i Storbritannien.  Det ligger i grevskapet Devon och riksdelen England.